# Glamis
Glamis (pronuncia: Glams) è un piccolo villaggio scozzese situato nella contea dell'Angus.
Glamis è nota soprattutto per l'imponente castello a 200 chilometri a Nord di Edimburgo, uno dei più rappresentativi castelli scozzesi, reso ancor più famoso da William Shakespeare con il Macbeth, il cui protagonista è thane di Glamis e Cawdor.